# 1027. grenadirski polk (Wehrmacht)
1027. grenadirski polk (izvirno nemško 1027. Grenadier-Regiment; kratica 1027. GR) je bil pehotni polk Heera v času druge svetovne vojne.

## Zgodovina
Polk je bil ustanovljen 10. decembra 1943 in 30. maja 1944 preimenovan v 1027. grenadirsko brigado.